# Sailly-Achâtel
Sailly-Achâtel település Franciaországban, Moselle megyében. Lakosainak száma 316 fő (2022. január 1.). Sailly-Achâtel Mailly-sur-Seille, Phlin, Luppy, Moncheux, Secourt, Solgne és Vulmont községekkel határos.

## Népesség
A település népessége az elmúlt években az alábbi módon változott:
| Lakosok száma | 172  | 168  | 210  | 223  | 256  | 280  | 292  | 299  | 303  | 316  |
|               | 1968 | 1982 | 1990 | 2006 | 2013 | 2015 | 2017 | 2019 | 2020 | 2022 |